# Apuesta por un amor

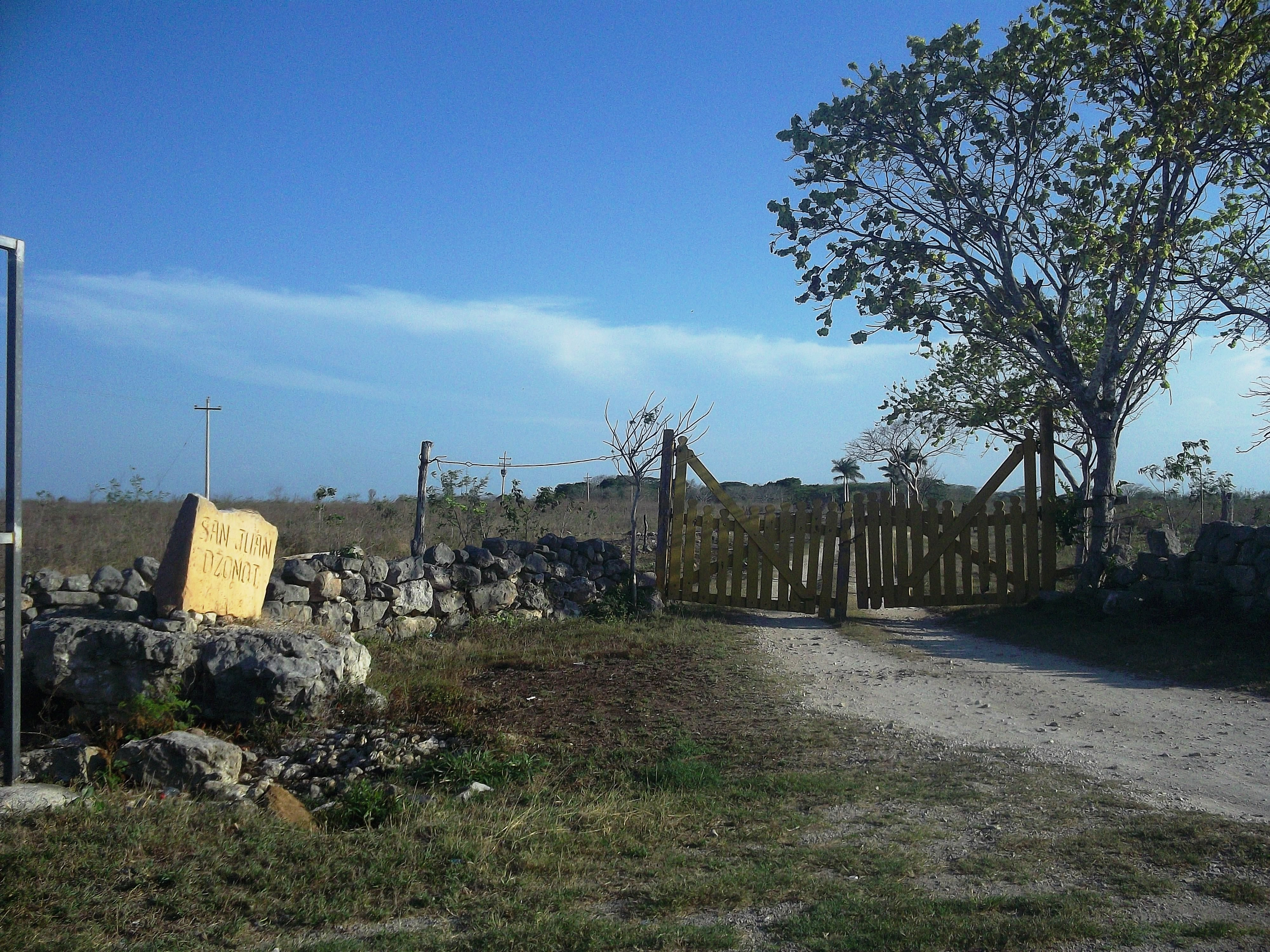
Camino a la Hacienda San Juan Dzonot, donde se grabó parte de la trama.

Apuesta por un amor es una telenovela mexicana producida por Angelli Nesma Medina en 2004 para Televisa. Dirigida por Alfredo Gurrola y Benjamín Cann.
Adaptación de la La potra Zaina obra original de Bernardo Romero Pereiro con una adaptación realizada por Gabriela Ortigoza, Juan Carlos Alcalá y Ximena Suárez.
Fue protagonizada por Patricia Manterola y Juan Soler, con las participaciones antagónicas de Alejandra Ávalos, Fabián Robles, Carmen Becerra, Socorro Bonilla y Roberto Ballesteros, con la participación estelares de Eric del Castillo, Jorge Vargas y Dacia González.

## Argumento
En el pueblo de San Gaspar, en Yucatán, vive Julia Montaño, una mujer hermosa pero arrogante y de un carácter y espíritu fuerte. Su padre, Julio Montaño, es dueño de una próspera hacienda ganadera que le posiciona como uno de los hombres más ricos y poderosos de la región. Julia siempre se ha hecho cargo junto a su padre de los asuntos de la hacienda, mientras que su hermano, Álvaro, se dedica al juego, al alcohol y a abusar del poder de su padre. Mientras, Soledad, la hermana menor de Julia, se refugia en su mundo de fantasía para olvidar la indiferencia de su padre.
Don Julio y Don Ignacio Andrade habían acordado el matrimonio de sus hijos años atrás. Julia y Francisco, hijo de don Ignacio, están de acuerdo con dicho matrimonio; sin embargo, Francisco pasa todo el día en el burdel, donde tiene relaciones con Eva, una mujer de mala reputación. Cuando Julia se entera de sus infidelidades, rompe su compromiso con Francisco y se convierte en una mujer dura y desconfiada que trata mal a cualquier hombre a excepción de su padre y de Chepe, un pobre hombre del pueblo que vaga por el monte y que quiere mucho a Julia, a quien apoda como "La Potra".
En la Ciudad de México vive Cassandra, una mujer interesada y ambiciosa que pasa mucho tiempo en casas de apuestas. Cassandra tiene varios amantes, también adictos al juego, pero ella solo está interesada en uno: Gabriel, un hombre humilde pero muy astuto y con mucha suerte en el juego.
Posteriormente, Don Ignacio y don Julio hacen un viaje de negocios a la capital y deciden divertirse un rato en un casino, donde Julio se enamora de Cassandra e Ignacio pierde su hacienda contra Gabriel, que le da un plazo de tres meses para desocupar la hacienda y entregársela.
De regreso al pueblo, Julio y Cassandra se casan ante la oposición de sus hijos. Gabriel llega también al pueblo, donde conoce a Julia y los dos se enamoran, aunque el carácter orgulloso de ambos provoca sentimientos encontrados entre ambos. Cassandra se da cuenta de que Julia está enamorada de Gabriel y empieza a poner a Julio en contra del joven.

## Reparto
- Patricia Manterola - Julia Montaño "La Potra"
- Juan Soler - Gabriel Durán
- Alejandra Ávalos - Cassandra Fragoso de Montaño
- Eric del Castillo - Chepe Estrada
- Jorge Vargas - Julio Montaño
- Roberto Palazuelos - Francisco Andrade
- Carmen Becerra - Nadia Thomas Fragoso
- Monika Sánchez - Eva Flores "La Mariposa"
- Roberto Ballesteros - Justo Hernández
- Fabián Robles - Álvaro Montaño
- Lorena Enríquez - Soledad Montaño
- Rafael del Villar - Domingo Ferrer
- Julio Mannino - Leandro Pedraza
- Dacia González - Clara Garcia
- Alfonso Iturralde - Profesor Homero Preciado
- Manuela Imaz - Gracia Ferrer
- José María Torre - Luis Pedraza
- Francesca Guillén - Matilde Cruz
- Juan Ángel Esparza - Samuel Cruz
- Arsenio Campos - Ignacio Andrade
- Maleni Morales - Ester Andrade
- Roberto D'Amico - Padre Jesús
- Jaime Lozano - Braulio Serrano
- Socorro Bonilla - Lázara Jiménez
- Tony Bravo - Camilo Beltrán
- Alejandro Rábago - Lorenzo Pedraza
- Justo Martínez - Macario Trujillo
- Elsa Navarrete - Lucero Beltrán
- Héctor Sáez - Cayetano Cruz
- Benjamín Rivero - Ramón
- Rafael Goyri - Aurelio
- Memo Dorantes - Jacinto Viloria
- Fernando Robles - Marcial
- Ricardo Vera - Melesio
- Jan - Dr. Felipe Calzada
- Marco Muñoz - Dr. Sebastián Ibarrola
- Pablo Montero
- Manuel Benítez
- Gustavo Rojo - Lic. Leonardo de la Rosa
- Jacqueline Voltaire
- Tanya Amezcua Riquenes - Enfermera

## Equipo de producción
- Historia original de - Bernardo Romero Pereiro
- Versión libre - Gabriela Ortigoza
- Adaptación - Juan Carlos Alcalá, Ximena Suárez
- Edición literaria - Juan Carlos Tejeda
- Escenografía y ambientación - Ángeles Márquez, Magdalena Jara, Jetzibe Soria
- Diseño de vestuario - Francisco Florentino Cheschitz, Carolina Calderón
- Directores de diálogos - Baltazar Oviedo, Alberto Díaz
- Tema musical - Que seas feliz
- Letra y música - Consuelo Velázquez
- Intérprete - Luis Miguel
- Jefe de producción en locación - Eduardo Ricalo
- Jefe de producción en foro - Daniel Rendón
- Investigador literario - Omar Noceda
- Gerente de producción - Luis Bonillas
- Coordinador musical - Mario Barreto
- Coordinadora artística - Rosa María Maya
- Coordinación general - Paulina Viesca Azuela
- Editores - Octavio López, Daniel Rentería
- Coordinación de edición - Alfredo Juárez
- Directores de cámaras en locación - Ernesto Arreola, Carlos Sánchez Zúñiga, Gilberto Macín
- Directores de escena en locación - Sergio Quintero, Sergio Cataño
- Productor asociado - J. Ignacio Alarcón
- Director de cámaras - Héctor Márquez
- Directores de escena - Alfredo Gurrola, Benjamín Cann
- Productora ejecutiva - Angelli Nesma Medina

## Premios y nominaciones

### Premios TVyNovelas 2005
| Categoría                | Nominado(a)          | Resultado |
| ------------------------ | -------------------- | --------- |
| Mejor telenovela         | Angelli Nesma Medina | Nominada  |
| Mejor actriz protagónica | Patricia Manterola   | Nominada  |
| Mejor actor protagónico  | Juan Soler           | Nominado  |
| Mejor actriz antagónica  | Mónika Sánchez       | Nominada  |
| Mejor actor antagónico   | Fabián Robles        | Ganador   |
| Mejor actriz de reparto  | Dacia González       | Nominada  |
| Mejor actor de reparto   | Eric del Castillo    | Ganador   |
| Mejor tema musical       | Luis Miguel          | Nominado  |

## Versiones
- Apuesta por un amor es una adaptación de la telenovela colombiana La potra Zaina, producida por RCN en 1993, dirigida por Julio César Luna y protagonizada por Aura Cristina Geithner y Miguel Varoni.